# Ovie Alston
Overton "Ovie" Alston (Washington D.C., 1905/1906 - 1989) was een Amerikaanse jazztrompettist, zanger en bandleider. Hij was een belangrijke zanger en soloïst in het orkest van Claude Hopkins.
Alston speelde vanaf 1928 bij Bill Brown and His Brownies in New York. Met Brown maakte hij ook opnames voor Brunswick. In 1931 werd hij aangenomen door Claude Hopkins, bij wie hij vijf jaar zou werken. De meeste opnames van Alston werden in deze tijd gemaakt. Daarna leidde hij een eigen combo, die onder meer speelde in Apollo Theater, Plantation Club en Roseland Ballroom. Tijdens de Tweede Wereldoorlog trad de groep (met Noble Sissle en Eubie Lake) op voor Amerikaanse troepen. Ook na de oorlog was zijn groep actief in hotels en ballrooms in New York. In de jaren vijftig speelde Alston met zijn bands alleen nog maar in privé-optredens.

## Discografie
- Claude Hopkins and His Orchestra (1932-1934), Classics
- Claude Hopkins and His Orchestra (1934-1935), Classics
- Claude Hopkins and His Orchestra (1937-1940), Classics

- MusicBrainz: e34e551a-84c3-413d-98dd-c2ba818eebf6
- Virtual International Authority File: 3785154260866024480002